# Josep Busquets i Quintana
Josep Busquets i Quintana conegut com a fra Benet de la Garriga (La Garriga, 1711 - Missió de Nuestro Padre San Francisco de Altagracia, la Guaiana veneçolana, 1783) fou un missioner caputxí que dedicà tota la seva vida a l'evangelització dels habitants indígenes de la Guaiana, on fou prefecte de les missions caputxines espanyoles a partir del 1756.
Havia vestit l'hàbit franciscà, com a corista, al convent de caputxins de Santa Eulàlia, a Barcelona, el dia 21 de març de l'any 1733 i va professar al mateix convent el 22 de març de l'any següent.
S'embarcà el desembre del 1746 a Cadis, amb set caputxins catalans més. Després de moltes dificultats i de la mort dels seus companys, arribà a terra ferma. Fou destinat a les terres de la Guaiana espanyola a la riba de l'Orinoco (actual Veneçuela), on va fundar la missió del Curumo i hi va desenvolupar tota la seva tasca, en mig de grans penalitats pel clima de violència i repressió que comportava la colonització de les potències europees i la reacció dels pobles indígenes.